# Wojna pomorsko-brandenburska (1329–1333)
Wojna pomorsko-brandenburska 1329–1333.
U podłoża konfliktu stanęły pretensje terytorialne wysuwane przez margrabiów brandenburskich wobec książąt pomorskich Ottona I i Barnima III. Do pierwszych sporów doszło w XIII w po okresie panowania duńskiego. Konflikt uregulowano traktatami w Kremmen w roku 1236 oraz w Landin (1250). W okresie panowania brandenburskiej dynastii Wittelsbachów zatarg odżył z nową siłą. W roku 1323 margrabią brandenburskim został Ludwik V.
W roku 1325 mieszkańcy Berlina zabili proboszcza Nikolausa von Bernau, stronnika papieskiego, który opowiedział się przeciwko cesarzowi. W odpowiedzi na to papież Jan XXII potępił Berlińczyków popierając Pomorzan. Przeciwko Brandenburczykom opowiedziała się również Meklemburgia, która w trakcie sporu z Brandenburgią w roku 1323 zmuszona była wycofać swoje siły z Marchii Wkrzańskiej oraz Prignitz. Zarówno dla Pomorzan jak i Meklemburczyków obecne niepokoje w Brandenburgii stały się okazją do odzyskania utraconych terenów. Obie strony, toczące jeszcze między sobą walki podczas rugijskiej wojnie sukcesyjnej, porozumiały się jednak w roku 1331 i wspólnie wystąpiły przeciwko Ludwikowi V.
W roku 1329 wybuchły walki pomorsko-brandenburskie. Po kilku potyczkach, dnia 29 stycznia 1330 r. podpisano zawieszenie broni z Twenraden, trwające do połowy 1332 r. Porozumienie zawarli Ludwik V oraz książę Otton I i Barnim III. Wykorzystując okres spokoju, przeciwnicy nie ustępowali w poszukiwaniu nowych sojuszników. Starając się o względy papieża, władcy pomorscy przekazali mu swoje ziemie pod opiekę stając się jego wasalami. Mimo tego, pomoc ze strony Kościoła okazała się niewystarczająca, co zmusiło Pomorzan do zawarcia sojuszy obronnych z władcami Werle, Meklemburgii oraz Schwerinu.
Walki wznowiono latem 1332 r. Barnim III na czele swojej armii wkroczył do Brandenburgii, pustosząc kraj. Dnia 1 sierpnia 1332 r. pod Kremmer Damm doszło do zwycięskiej dla Barnima bitwy z Brandenburczykami. Pobitego przeciwnika ścigano aż do Berlina. Dnia 28 czerwca 1333 r. podpisano porozumienie pokojowe w Lipianach. Dzięki wstawiennictwu sojuszników Barnim III zgodził się zaprzestać akcji zbrojnych i przyjąć warunki zaproponowane przez cesarza Ludwika IV, który stał się gwarantem pokoju i nienaruszalności ziem pomorskich.